# تامبا (فلوريدا)
تامبا، هي مدينة أمريكية تقع على الساحل الغربي لولاية فلوريدا، تطل على خليج المكسيك. تشمل حدودها الساحل الشمالي لخليج تامبا والساحل الشرقي لخليج تامبا القديم. تُعد تامبا ثالث أكبر مدينة في فلوريدا من حيث عدد السكان، إذ بلغ تعداد سكانها نحو 403,364 نسمة وفقًا لإحصاء عام 2020، كما تُعد جزءًا من منطقة تامبا باي الحضرية التي يزيد عدد سكانها عن 3.42 مليون نسمة، ما يجعلها ثاني أكبر منطقة حضرية في الولاية، والسابعة عشرة على مستوى الولايات المتحدة. وعند احتساب المنطقة الكبرى التي تشمل تامبا وساراسوتا، يتجاوز عدد السكان 4 ملايين نسمة.
تأسست المدينة في القرن التاسع عشر كموقع عسكري بعد إنشاء حصن بروك [الإنجليزية]
، شهدت نهضة صناعية مع انتقال صناعة السيجار إليها على يد فيسينتي مارتينيز إيبار [الإنجليزية]
، الذي سُمي حي "إيبار سيتي" نسبةً إليه. أُعيد اعتماد تامبا كمدينة عام 1887، بعد نهاية الحرب الأهلية الأمريكية. ويعتمد اقتصاد المدينة على عدة قطاعات حيوية، أبرزها السياحة، والرعاية الصحية، والخدمات المالية، والتكنولوجيا، والإنشاءات، والصناعات البحرية. ويُعد ميناء تامبا الأكبر في فلوريدا من حيث الأثر الاقتصادي، إذ يسهم بأكثر من 15 مليار دولار.
تحتضن المدينة مقرات عدد من الشركات الكبرى، منها "بلومن براندز"، و"ويل كير"، بالإضافة إلى شركتي "كراون هولدينغز" و"شركة موزاييك" المدرجتين ضمن قائمة فورتشن 500. وتتميز تامبا بمشهد ثقافي متنوع يضم معالم مثل متحف تامبا للفنون، ومركز ستراز للفنون الأدائية، وحي "إيبار سيتي" العريق الذي يعكس التراث الكوبي والإسباني للمنطقة. كما تضم المدينة مؤسسات أكاديمية مرموقة مثل "جامعة جنوب فلوريدا" و"جامعة تامبا". وتُعرف المدينة بفرقها الرياضية الكبرى مثل "تامبا باي بوكانيرز" في دوري كرة القدم الأمريكية، و"تامبا باي لايتنينغ" في دوري الهوكي، و"تامبا باي رايز" في دوري البيسبول.

## توأمة
لتامبا (فلوريدا) اتفاقيات توأمة مع كل من:
- لو هافر
- جرجنت
- غرناطة (نيكاراغوا)
- ملخص
- بارانكيا
- أوفييدو
- إزمير (1992 - )[15]
- قرطبة
- أسدود

## أعلام
- سارة بولسون
- جيلبرت أريناس
- مارتي بلين
- آرون كارتر
- مستر بيرفكت
- انجيلو دندي
- جوليان غرين
- نورمان شوارتسكوف
- بريتاني سنو
- بيلي مايس

## وصلات خارجية
- الموقع الرسمي